# Identitat de Parseval
En anàlisi matemàtica, la identitat de Parseval és un resultat fonamental sobre la suma de certes sèries obtingudes a partir de la sèrie de Fourier d'una funció. Geomètricament, es pot interpretar com una generalització del teorema de Pitàgores per a espais prehilbertians, és a dir, espais dotats d'un producte escalar, i possiblement de dimensió infinita.
Expressat de manera informal, la identitat estableix que la suma dels quadrats dels coeficients de Fourier d'una funció és igual a la integral de la funció al quadrat:
{\displaystyle \sum _{n=-\infty }^{\infty }|c_{n}|^{2}={\frac {1}{2\pi }}\int _{-\pi }^{\pi }|f(x)|^{2}\,dx,}
on els coeficients de Fourier cn de ƒ venen donats per
{\displaystyle c_{n}={\frac {1}{2\pi }}\int _{-\pi }^{\pi }f(x)\mathrm {e} ^{-inx}\,dx.}
Aquesta igualtat es compleix suposant que ƒ és una funció de quadrat integrable, o, expressat de manera més precisa, que f és de L²(−π,π). Un resultat similar és el teorema de Plancherel, que afirma que la integral del quadrat de la transformada de Fourier d'una funció és igual a la integral del quadrat de la funció mateixa. En una dimensió, per ƒ ∈ L²(R),
{\displaystyle \int _{-\infty }^{\infty }|{\hat {f}}(\xi )|^{2}\,d\xi =\int _{-\infty }^{\infty }|f(x)|^{2}\,dx.}
La identitat es relaciona amb el teorema de Pitàgores en l'escenari més general d'un espai de Hilbert separable de la següent manera. Suposeu que H és un Espai de Hilbert amb el producte escalar 〈•,•〉. Sia (e n ) una base ortonormal de H; és a dir, l'extensió lineal de e n és densa en H, i els en són mútuament orthonormals:
{\displaystyle \langle e_{m},e_{n}\rangle ={\begin{cases}1&{\mbox{si}}\ m=n\\0&{\mbox{si}}\ m\not =n.\end{cases}}}
Llavors la identitat de Parseval afirma que per a cada x  ∈ H,
{\displaystyle \sum _{n}|\langle x,e_{n}\rangle |^{2}=\|x\|^{2}.}
Això és directament anàleg al teorema de Pitàgores, que afirma que la suma dels quadrats dels components d'un vector en una base ortonormal és igual a la longitud al quadrat del vector. Es pot recobrar la versió de sèrie de Fourier de la identitat de Parseval deixant que H sigui l'espai de Hilbert L²[−π,π;], i establint en = e−inx per n ∈ Z.
De forma més general, la identitat de Parseval es compleix en qualsevol espai amb producte interior, no només en espais de Hilbert separables. Així suposant que H és un espai amb producte interior. Sia B una base ortonormal de H; és a dir, un conjunt ortonormal que és total en el sentit que l'extenssió lineal de B és dens en H. Llavors
{\displaystyle \|x\|^{2}=\langle x,x\rangle =\sum _{v\in B}\left|\langle x,v\rangle \right|^{2}.}
L'exigència que B és total és necessària per a la validesa de la identitat. Si B no és total, llavors la igualtat en la identitat de Parseval s'ha de reemplaçar per ≥, així dona la desigualtat de Bessel. Aquesta forma general de la identitat de Parseval es pot demostrar utilitzant el teorema de Riesz–Fischer.